# قسموس ثنائي الريش
قسموس ثنائي الريش (الاسم العلمي: Cosmos bipinnatus) هو نوع من النباتات يتبع جنس القسموس من الفصيلة النجمية.